# Eremocaulon asymmetricum
Espèce
Eremocaulon asymmetricum est une espèce de plantes monocotylédones de la famille des Poaceae,  sous-famille des Bambusoideae, originaire d'Amérique du Sud.
Ces bambous ligneux du Brésil sont des plantes vivaces, rhizomateuses, à rhizomes allongés, pachymorphes. Les tiges (chaumes), ligneuses, ramifiées, atteignent 1,5 à 2 m de long avec un diamètre de 7 à 10 mm.
Les épillets fertiles, sessiles, comptent de 3 à 11 fleurons, ceux du sommet étant réduits. Chaque fleuron compte trois lodicules, six anthères et un ovaire glabre à deux stigmates.
Le fruit est un caryopse au péricarpe adhérent.

## Synonymes
Selon Catalogue of Life (10 novembre 2016) :
- Criciuma asymmetrica Soderstr. & Londoño